# Francis (Utah)
Francis és una població dels Estats Units a l'estat de Utah. Segons el cens del 2000 tenia 698 habitants.

## Demografia
Segons el cens del 2000, Francis tenia 698 habitants, 217 habitatges, i 187 famílies. La densitat de població era de 150,6 habitants per km².
Dels 217 habitatges en un 47,9% hi vivien nens de menys de 18 anys, en un 75,1% hi vivien parelles casades, en un 10,1% dones solteres, i en un 13,4% no eren unitats familiars. En l'11,1% dels habitatges hi vivien persones soles el 5,5% de les quals corresponia a persones de 65 anys o més que vivien soles. El nombre mitjà de persones vivint en cada habitatge era de 3,22 i el nombre mitjà de persones que vivien en cada família era de 3,46.
Per edats la població es repartia de la següent manera: un 33% tenia menys de 18 anys, un 8,5% entre 18 i 24, un 31,8% entre 25 i 44, un 18,6% de 45 a 60 i un 8,2% 65 anys o més.
L'edat mediana era de 31 anys. Per cada 100 dones de 18 o més anys hi havia 95 homes.
La renda mediana per habitatge era de 55.536 $ i la renda mediana per família de 59.464 $. Els homes tenien una renda mediana de 39.375 $ mentre que les dones 26.354 $. La renda per capita de la població era de 18.097 $. Entorn del 3,6% de les famílies i el 5,6% de la població estaven per davall del llindar de pobresa.

## Poblacions més properes
El següent diagrama mostra les poblacions més properes.